# ماتياس أرنولد
ماتياس أرنولد (بالألمانية: Matthias Arnold)‏ (2 مارس 1997 بكلاغنفورت في النمسا - ) هو لاعب كرة قدم نمساوي في مركز الهجوم.

## وصلات خارجية
- ماتياس أرنولد على موقع قاعدة بيانات كرة القدم.إي يو (الإنجليزية)
- ماتياس أرنولد على موقع Soccerway.com (الإنجليزية)
- ماتياس أرنولد على موقع عالم كرة القدم.نت (الإنجليزية)